# Ilex perado
Ilex perado Aiton, conhecido pelo nome comum de azevinho, é uma planta do género Ilex da família Aquifoliaceae. A espécie é um endemismo da Macaronésia, distribuído pelos arquipélagos da Madeira, Canárias e Açores, ocorrendo neste último arquipélago em todas as ilhas exceto na Graciosa. Na Madeira e Canárias integra-se na floresta da laurissilva do til.

## Descrição
Apresenta-se como um arbusto ou árvore pequena com até 5 metros de altura, perenifólia, de tronco liso, cinzento-claro, apresenta folhas coreáceas, obovadas a oblongas, glabras, com até 10 centímetros de comprimento, as dos rebentos e das plantas jovens elípticas e espinhosas.
As flores são pequenas, brancas, por vezes tingidas de rosa, dispostas em inflorescências axilares. A floração ocorre em Abril e Maio.
Os frutos são globosos, vermelhos, com até 1 cm de diâmetro.
Ao longo dos tempos devido à sua madeira branca foi utilizada em pequenas peças de marcenaria e embutidos. Os ramos, devido aos frutos vermelhos e às folhas recortadas são utilizados para ornamentação.